# Đá Mỏ Vịt
Đá Mỏ Vịt (tiếng Anh: Hirane Shoal; tiếng Trung: 安塘礁; bính âm: Āntáng jiāo; Hán-Việt: An Đường tiêu) là một rạn san hô thuộc cụm Bình Nguyên của quần đảo Trường Sa. Bãi này nằm cách đá Ba Cờ 18 hải lý (33,3 km) về phía đông bắc và có độ sâu dưới 1,8 m.
Đá Mỏ Vịt là đối tượng tranh chấp giữa Việt Nam, Đài Loan, Philippines và Trung Quốc. Hiện chưa rõ nước nào kiểm soát đá này.